# Orto botanico di Trieste
L’Orto botanico di Trieste, conosciuto anche come Civico Orto Botanico, fondato nel 1842, è un'istituzione facente parte della rete museale e, in particolare, dei civici musei scientifici di Trieste.
Ha sede in via Marchesetti, nella parte occidentale del colle del Chiadino, e si estende su un'area di 10.000 m², ad una quota che va dai 75 ai 95 m s.l.m.
All'Orto è associata anche la gestione dell'attigua Riserva naturale di Bosco Biasoletto e Bosco Farneto.

## Storia
Viene fondato come giardino botanico, nel 1842, dal municipio di Trieste, nell'area attuale. Ma traeva la sua origine, ideale e materiale, su di un primo orto voluto, nel 1828, da Bartolomeo Biasoletto, un farmacista chimico e appassionato di botanica, che aveva avuto l'incarico di compiere esperimenti finalizzati, in particolare, a verificare l'eventuale attecchimento del pino nero austriaco sul Carso.
L'ampliamento dell'area, unitamente all'innesto di una grande messe di specie floreali tipiche della Venezia Giulia, e delle regioni contermini, si verifica a partire dal 1861, grazie all'opera di Muzio Tommasini. Oltre ad aver avuto incarichi politico-amministrativi di primo piano nella Trieste di metà Ottocento, Tommasini è anche un autorevole studioso di botanica, tanto da riuscire a dare un'impronta scientifica al giardino, svolgendovi importanti ricerche e circondandosi di una cerchia di appassionati, fra i quali Elisa Braig, Raimondo Tominz e Carlo Marchesetti. Nel 1903, già direttore del Civico Museo di Storia naturale, Marchesetti trasforma il giardino in vera e propria istituzione, con la denominazione di Civico Orto Botanico, conferendogli la fisionomia attuale e arricchendolo di nuove specie.
Tra gli anni Venti e gli anni Sessanta si susseguono alla sua direzione figure di spicco del panorama scientifico e naturalistico italiano, fra i quali Mario Stenta, Giuseppe Müller, Carlo Lona e Edoardo Gridelli. Il periodo "nero" dell'istituzione, però, si verifica solo in tempi più recenti:  nel 1986, infatti, l'orto botanico viene chiuso, a causa dell'insufficienza di fondi. Dal 1991 iniziano dei lavori di ristrutturazione, che subiranno un'accelerazione nel corso del 1997. Parte dell'Orto riaprirà al pubblico soltanto nel 2001.

## Flora e fauna
Nell'Orto botanico di Trieste vengono coltivate circa 1.200 tipi di piante.
Lo scopo principale della sua istituzione, quello cioè di raccogliere e catalogare le specie peculiari della flora della Venezia Giulia e contermini, è ancora perseguito. Si è aggiunta, nel corso del tempo, anche una sezione dedicata alle piante medicinali. È inoltre praticata, all'interno di apposite vasche e di serre, la coltivazione di piante acquatiche e palustri.
In linea e in continuità con gli originali indirizzi definiti, tra il XIX e XX secolo, da Tommasini prima e da Marchesetti poi, l'Orto botanico si occupa di fornire materiali (semi) ad enti ed istituti analoghi, sia italiani che stranieri. In tal senso il Civico Orto Botanico pubblica, annualmente, un Index Seminum, dove vengono costantemente elencate, con tutti i dati di raccolta, le diverse specie di cui sono offerti i semi. Tale pubblicazione uscì per la prima volta nel 1877, ad opera di Tommasini e Tominz, con il titolo di «Delectus Seminum quae Hortus Botanicus Tergestini pro mutua communicatione offert». La pubblicazione dell'Index era stata sospesa con la chiusura temporanea dell'orto: la ripresa, nel 1996, è coincisa con il CL anniversario del Museo di storia naturale.
Per le sue peculiarità l'istituzione offre anche un habitat ideale per diverse specie faunistiche. Infatti le guardie ambientali volontarie della sezione triestina del WWF hanno avviato al suo interno il «Progetto Nidi», collocandovi nidi per l'idoneo riparo di uccelli, pipistrelli, ricci e orbettini.

## Galleria d'immagini

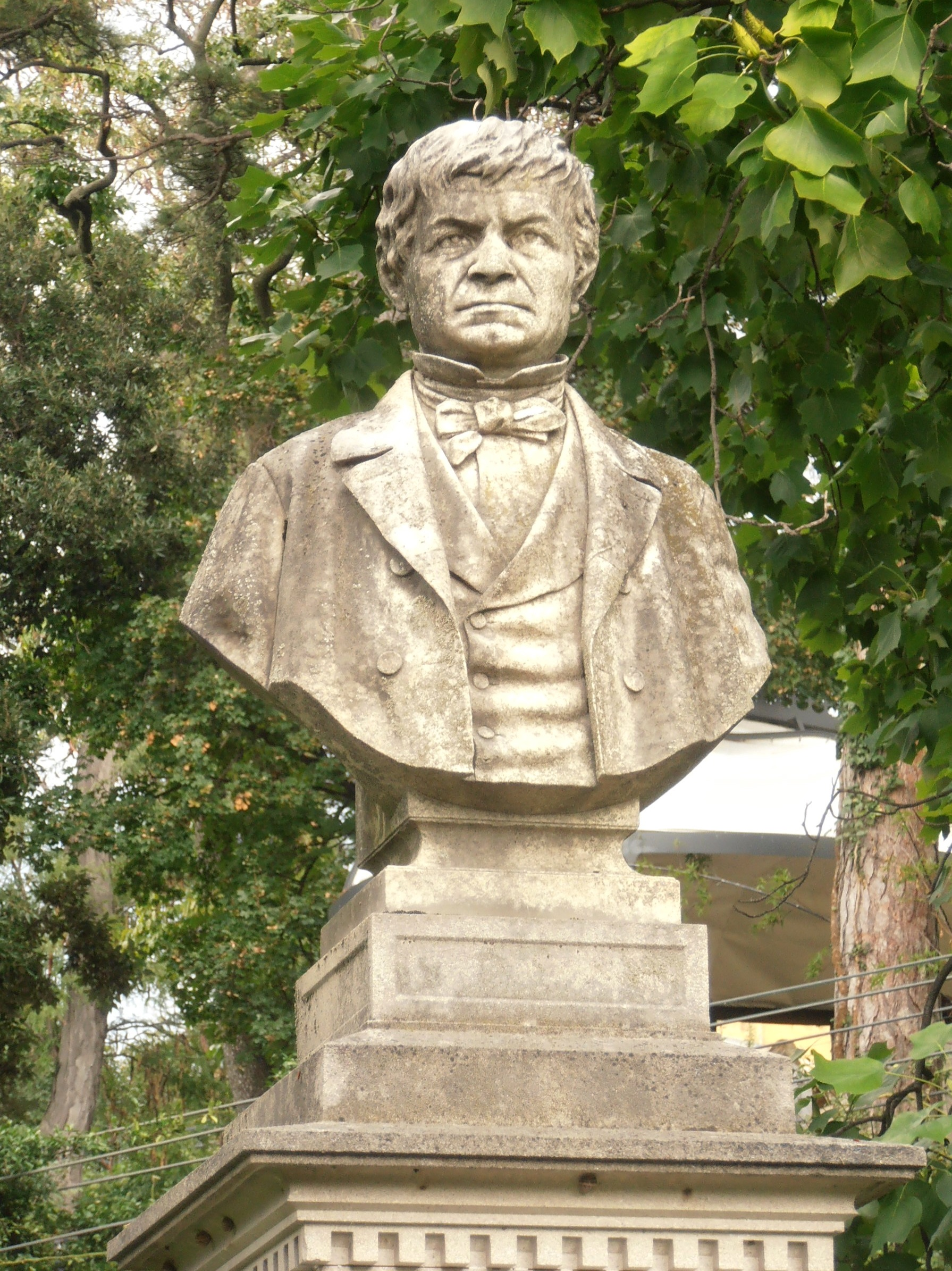
Il busto a Bartolomeo Biasoletto
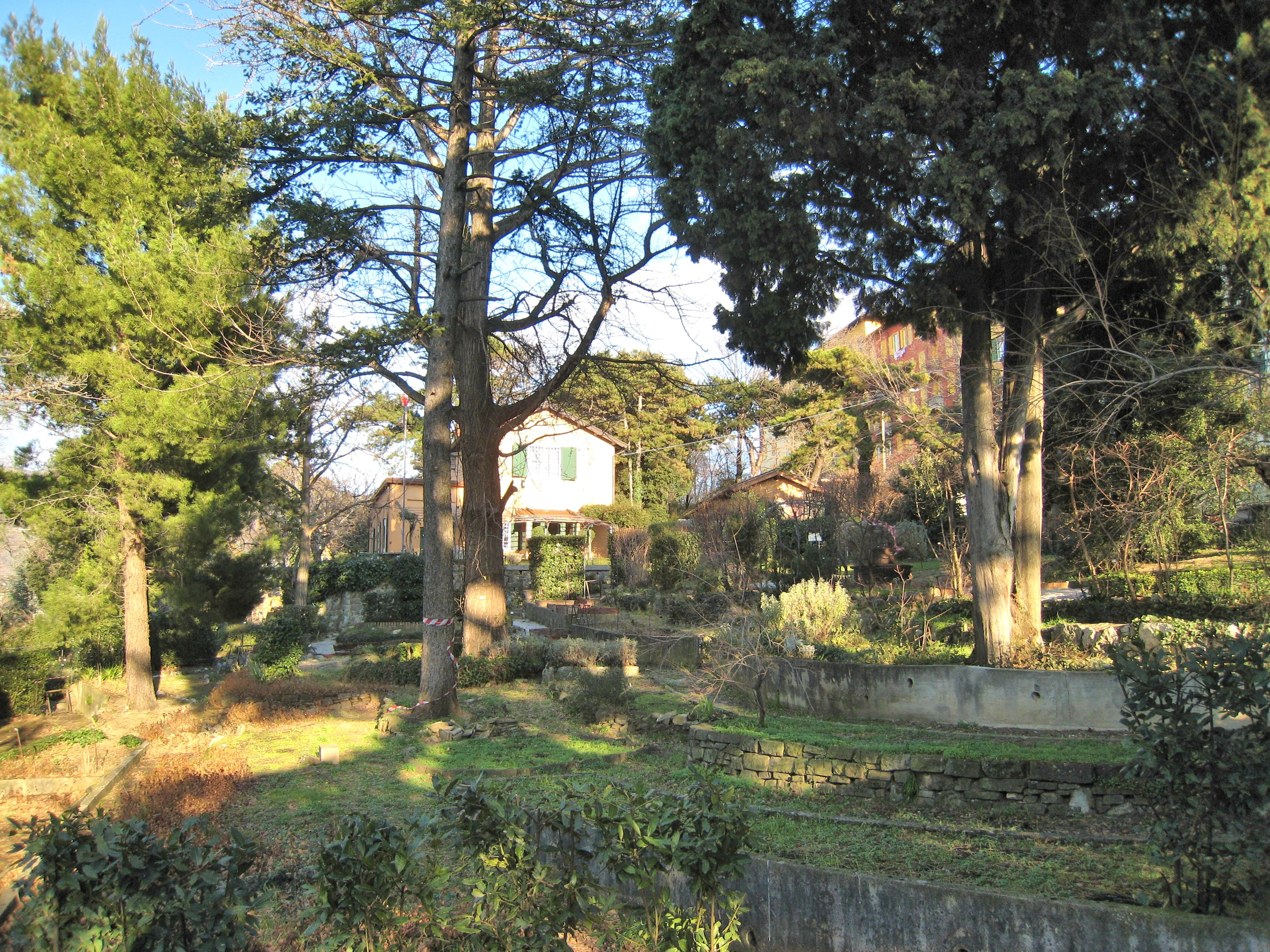
L'interno (in inverno)
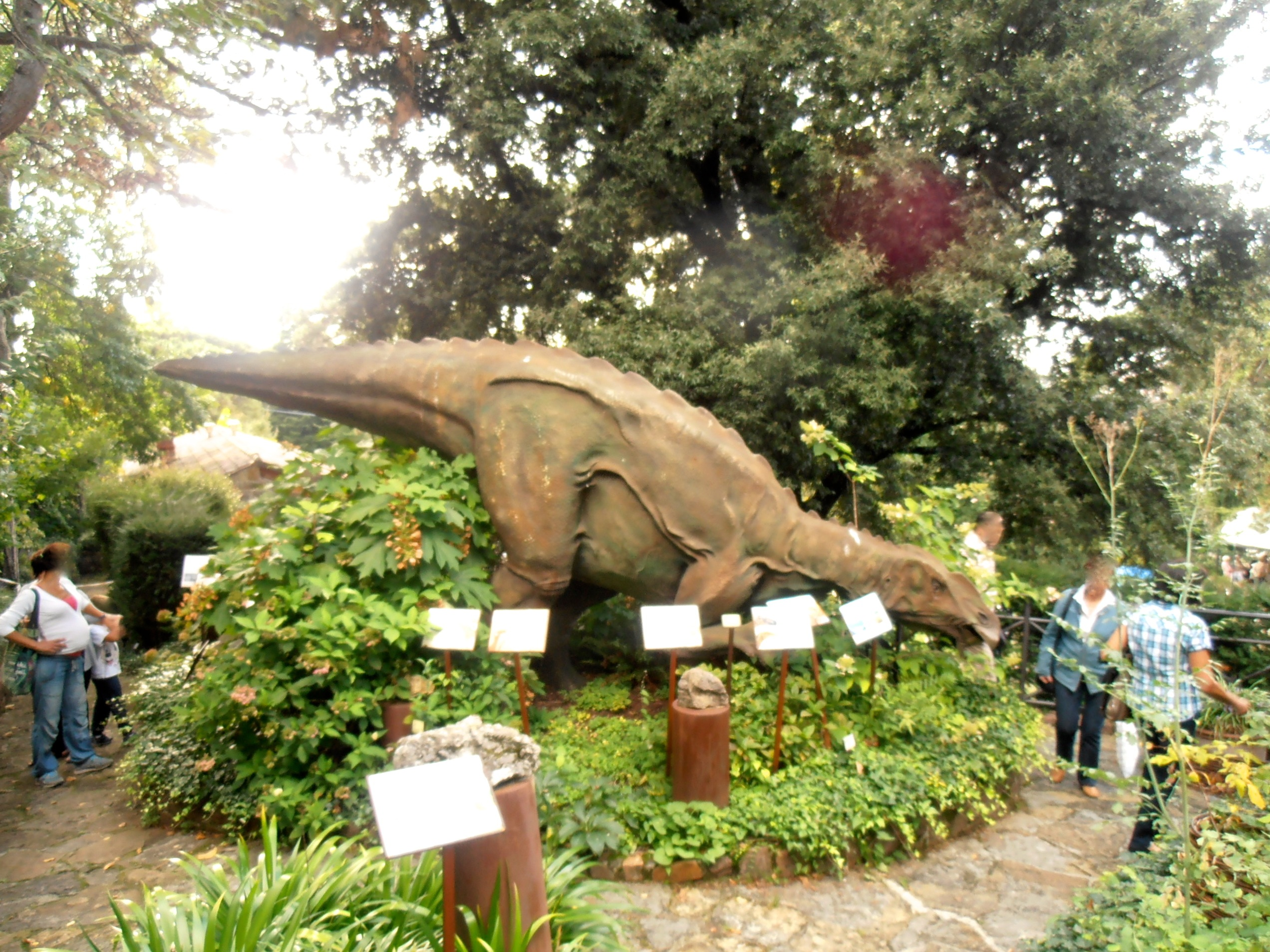
Ricostruzione del dinosauro ritrovato al Villaggio del Pescatore
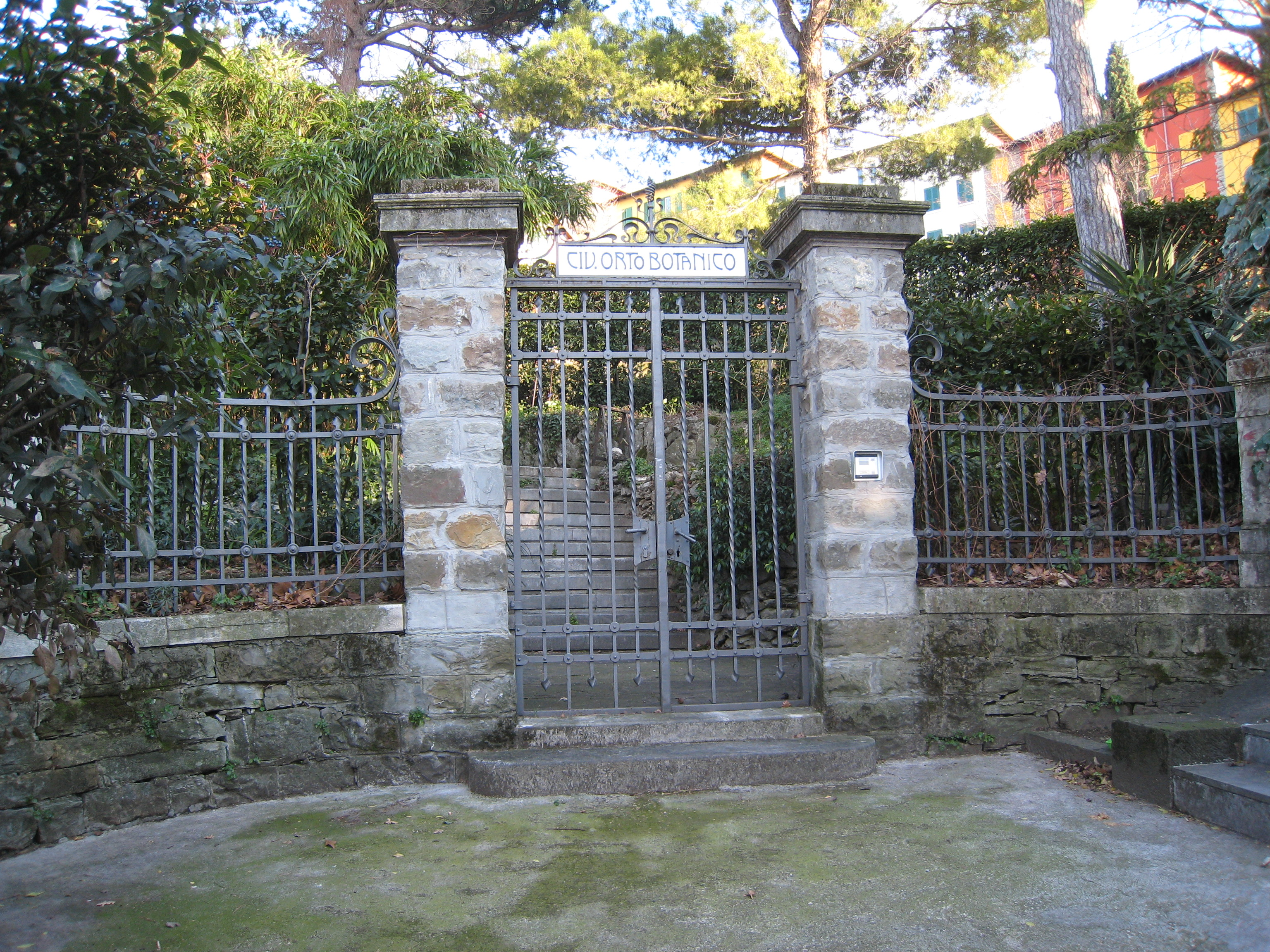
L'ingresso inferiore